# Maison Jean-Vilar
La Maison Jean Vilar, inaugurée le 18 juillet 1979, est un lieu d'archives consacré à l'œuvre et à la pensée de Jean Vilar (l'homme, l'artiste, le fondateur du Festival d'Avignon, le directeur du TNP et le militant du théâtre populaire) qui propose des spectacles, des lectures, des rencontres et des expositions. Elle porte également l'histoire du Festival d'Avignon jusqu'à nos jours, celle du « OFF » et de différentes structures culturelles de la Région. La dynamique de ce lieu repose, au départ, sur l'alliance de quatre entités : l’Association Jean Vilar, la Ville d'Avignon, la Bibliothèque nationale de France (Département des Arts du Spectacle) et le Ministère de la Culture et de la Communication réunies par une convention quadripartite signée pour 30 ans, le 12 décembre 1977. La dernière convention est arrivée à terme en 2017. 

## Naissance d'un lieu

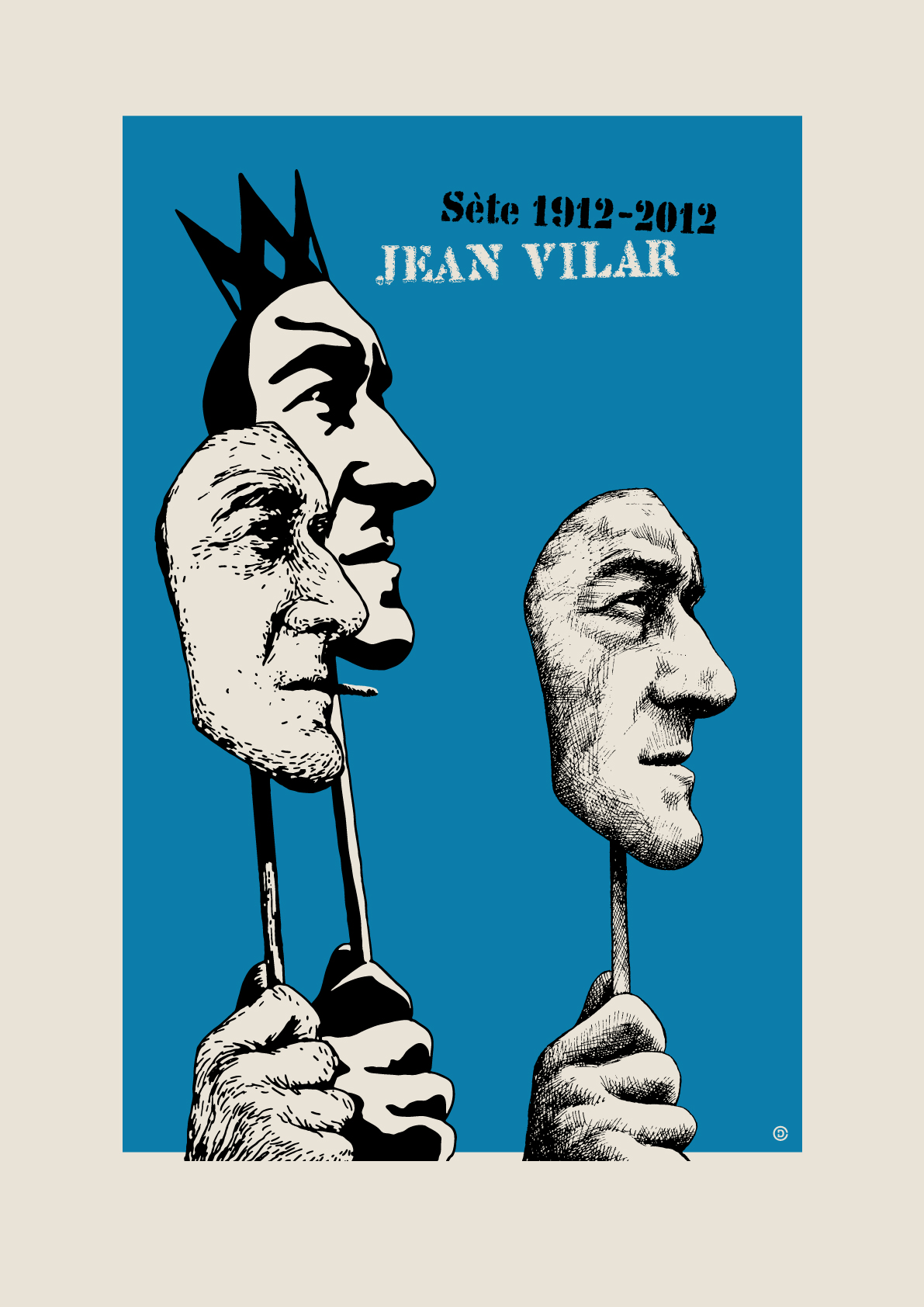
Jean Vilar (1912-2012)

En décembre 1971, sept mois après la mort de Jean Vilar en mai 1971, se constitue l'Association pour une Fondation Jean Vilar, sur l'instigation de Paul Puaux, directeur du Festival d'Avignon. Son but est de rassembler les documents de toutes sortes concernant la vie et l’œuvre de Jean Vilar, notamment au Festival d'Avignon mais aussi au Théâtre National Populaire. Il ne s'agit pas seulement de conserver le Fonds Jean Vilar, mais aussi d'organiser une réflexion autour de l’œuvre du fondateur du Festival d'Avignon.
C’est à la suite du don des archives de Jean Vilar par sa veuve, Andrée Vilar, à l’Association pour la Fondation Jean Vilar, que Paul Puaux fait appel à André Veinstein, professeur des arts du spectacle à l’Université Paris VIII et ancien responsable des Collections des Arts du spectacle à la Bibliothèque nationale. Ce dernier élabore alors, en collaboration avec Jacques Bosson, un projet de création d’une Bibliothèque-musée Jean Vilar et d’un Centre général de documentation théâtrale à Avignon, en même temps qu’il travaille avec Cécile Giteau (conservatrice à la BN et future créatrice du Département des Arts du spectacle) sur le projet d’un Centre national des Arts du spectacle à Paris. Ce dernier élabore alors, en collaboration avec Jacques Bosson, un projet de création d'une Bibliothèque-musée Jean Vilar et d'un Centre général de documentation théâtrale à Avignon, en même temps qu'il travaille avec Cécile Giteau (conservatrice à la BN et future créatrice du Département des Arts du spectacle) sur le projet d'un Centre national des Arts du spectacle à Paris. 
En parallèle, la Ville d'Avignon acquiert l'Hôtel de Crochans en 1974, situé au 8 rue de Mons, pour accueillir le Centre culturel Jean Vilar, ayant pris le nom de la Maison Jean Vilar avec la convention de 1977.
Aujourd’hui, la Maison Jean Vilar est animée par les deux partenaires, l’Association Jean Vilar et la Bibliothèque nationale de France, avec le soutien de la Ville d’Avignon et le Ministère de la Culture et de la Communication. La région Provence -Alpes-Côtes d’Azur et le département de Vaucluse contribuent également au développement de la Maison par leur soutien à l'Association Jean Vilar.

## Missions de la Maison Jean Vilar
D’après la convention en vigueur, la Maison Jean Vilar a pour mission :
- de regrouper, valoriser et mettre à la disposition du public des documents d'archives, films, costumes, maquettes, programmes, affiches, livres, accessoires, etc., qui témoignent du travail accompli par Jean Vilar tant au T.N.P. qu'au Festival d'Avignon, comme au cours de l'ensemble de ses activités,
- de collecter, valoriser et mettre à la disposition du public la documentation provenant du Festival d'Avignon, ou concernant cette manifestation, qu'il s'agisse du programme officiel "IN" ou celui des compagnies et théâtres du "OFF",
- de rassembler la documentation portant sur la vie artistique de la région, notamment en matière de spectacle vivant et en particulier celle provenant ou concernant les compagnies et les théâtres permanents,
- d'une façon plus générale, de mettre à la disposition des chercheurs, étudiants, enseignants, professionnels et amateurs un fonds d'ouvrages et de documents spécialisés dans le domaine du spectacle,
- de faire vivre la pensée et l’œuvre de Jean Vilar au moyen de publications, expositions et manifestations culturelles[8].

L’Association Jean Vilar valorise au moyen d’expositions, colloques, rencontres, publications, etc. la pensée et l’œuvre de Jean Vilar. 
La BnF gère plus particulièrement la bibliothèque, dont elle enrichit les collections par acquisition d’ouvrages et de périodiques et par la collecte de documents concernant les festivals, les théâtres permanents et les troupes d’Avignon et de sa région.
La Ville d’Avignon met à disposition des deux partenaires le bâtiment dont elle assure l’entretien et le fonctionnement matériel, et affecte du personnel municipal pour diverses tâches administratives et techniques liées aux activités de la Maison.
Le Ministère de la Culture et de la Communication verse une subvention annuelle à l’Association Jean Vilar pour la réalisation de ses missions.

## Collections de la Maison Jean Vilar

### Les collections de la BnF
Rattachée au département des Arts du spectacle, l'antenne avignonnaise de la BnF a pour mission de collecter, conserver et valoriser la mémoire du Festival d'Avignon, du OFF, des Hivernales et des lieux de spectacles d'Avignon. 
Elle propose en outre une importante bibliothèque spécialisée en arts du spectacle, gratuite et ouverte à tous et disposant de postes de consultation numérique.
Partenaire de nombreuses structures artistiques, culturelles, d'enseignement et de recherche, la BnF à Avignon organise aussi des parcours documentaires, accueille des rencontres et met ses collections à la disposition d'ateliers pédagogiques. 

#### Fonds d'archives
Neuf fonds sont à ce jour mis à la disposition du public. 
Parmi eux, six sont produits par le Festival d'Avignon : les fonds de Paul et Melly Puaux (1966-1979), de Bernard Faivre d'Arcier (1979-1984 et 1993-2003), d'Alain Crombecque (1985-1992), de Hortense Archambault et Vincent Baudriller (2004-2013) et d'Olivier Py (2014-2022). Le fonds de Vincent Baudriller, en tant que directeur de producteur au Festival d'Avignon sous la direction de Bernard Faivre d'Arcier (1992-2003), complète ces archives. 
Pour les Hivernales, festival de danse contemporaine avignonnais créé par Amélie Grand en 1979 : les archives d'Amélie Grand (1973-2009) et d'Emmanuel Serafini (2009-2014).
Le fonds André Benedetto (1960-2009) est axé sur son activité d'auteur prolifique. Il contient principalement des manuscrits et des tapuscrits de plus d'une centaine de ses pièces, des croquis et de la documentation liée à la genèse de ses pièces et leur mise en scène. 

#### Affiches
La bibliothèque conserve plus de 18 000 affiches, dont plus de 12 000 proviennent des théâtres et des compagnies du Off. Ells sont collectées auprès des festivals, des théâtres ou des compagnies (Festival d'Avignon et événements annexes, Off, Les Hivernales, autres festivals, théâtres et lieux culturels de la région). A ce jour, près de 6 000 affiches ont été numérisées. 
Tout comme l'Association Jean Vilar, la BnF conserve également des affiches du TNP de 1952 à 1969. 

#### Documents de programmation
Les documents de programmation sont des programmes, tracts, brochures, dossiers de presse, coupures et revues de presse, produits par les festivals, compagnies, théâtres et autres structures culturelles. Aujourd'hui, le périmètre de collecte concerne, dans le domaine des arts du spectacle, les festivals avignonnais et les théâtres actifs à la saison dans le bassin avignonnais. 

#### Livres et revues
La bibliothèque compte à ce jour plus de 34 000 livres. 
Les textes (17 000 volumes) sont principalement des pièces de théâtre, de la prose, du conte, de la poésie, de la bande dessinée, des scénarios et des livrets d'opéra. Ce sont principalement des textes et des auteurs mis en scène au Festival d'Avignon, des classiques dans de nouvelles éditions ou de nouvelles traductions, l'écriture dramatique contemporaine en français ou en traduction française. Une place de choix est consacrée au théâtre pour le jeune public. 
Les ouvrages documentaires (17 000 volumes) portent sur les arts du spectacle : théâtre, danse, marionnettes, cinéma, mime, opéra, etc. Les arts plastiques sont pris en compte dans leur articulation avec le spectacle vivant. La scénographie, les décors et les costumes; tous les domaines techniques du spectacle sont couverts. Un secteur est consacré au patrimoine, aux archives, à la bibliothéconomie et à la médiation culturelle, sur la culture et ses métiers. 
La bibliothèque propose plus de 50 titres de revues, journaux et magazines, français pour la plupart, mais également belges, suisses, britanniques, canadiens, américains, allemands...

#### Tapuscrits
Les tapuscrits servent à promouvoir un texte inédit auprès d'un metteur en scène, à partager une pièce de théâtre au cours du travail à la table ou au plateau, à laisser une trace à la suite d'une résidence d'auteur, un spectacle, etc. 
La collection comprend près de 2 000 tapuscrits provenant principalement de l'ANETH (Aux nouvelles écritures théâtrales) et le CNES (Centre national des écritures du spectacle) - La Chartreuse. 
D'autres proviennent du comité de lecture instauré en 1988 à la Maison Jean Vilar, avec l'aide du CNL (Centre national du livre) et actif jusqu'en 1993, des dons des auteurs ou des compagnies du Off et du théâtre de la saison avignonnaise, de la programmation de Théâtre Ouvert (1971-1978). 

#### Photographies et diapositives
La collection comprend 22 985 photographies en tirage papier, 71 300 photos numériques et 6 300 diapositives, ainsi qu'un certain nombre de planches contacts et de négatifs : fonds d'archives photographiques du Festival d'Avignon de 1966 à 2008; dons de Paul Fructus, Emile Zeizig, Serge Nauwen, Laurent Pinsard, etc.; Jeanne Davy, Jean-Michel Ducroux, Géraldine Chapelle, Clémentine Crochet, Guy Delahaye, etc. 
Elles portent sur les spectacles du Festival d'Avignon, permettent de documenter les lieux, les répétitions, les compagnies invitées, les personnalités, les spectacles du Off et les ambiances du festival. 
La collection des diapositives comprend plus de 8 000 documents : photographies de spectacles, d'ambiances, de lieux du festival, etc.; reproductions de documents présentés aux expositions de la Maison Jean Vilar, éléments de diaporamas pédagogiques, reproductions de documents iconographiques conservés à la BnF. 

#### Audiovisuel et son
La bibliothèque conserve plus de 2 000 DVD, plus de 1 000 CD, une soixantaine de clefs USB et de la numérisation, pour un total de plus de 5 400 documents. 
Ce sont principalement des captations - extraits ou intégrales - de spectacles du Festival d'Avignon et du Off, des spectacles ou des répétitions hors festival, des documentaires sur les arts du spectacle, des actualités télévisées, des enregistrements audiovisuels ou sonores des conférences, débats et rencontres organisés dans le cadre du Festival. 

### Collections de l'Association Jean Vilar en dépôt à la BnF[17]
Le fonds Jean Vilar (cote FJV) contient des documents sur la vie professionnelle et privée de Jean Vilar : notes, presse, correspondances, photographies, textes dramatiques manuscrits et dactylographiés, documents administratifs. Il est une source riche et précieuse sur son œuvre et sur l'histoire du Festival d'Avignon et du TNP sous sa direction. 
Il a été complété par les documents de Georges Amoyel, architecte et auteur des premiers plans de la Cour d'honneur, les archives de Chrystel d'Ornhjelm, secrétaire générale du Cercle d'échanges artistiques internationaux, soutien financier des premiers Festivals de 1947 à 1951, les archives de Sonia Debeauvais, collaboratrice de Jean Vilar, chargée des relations avec les publics, celles de Germaine Montero et de Gérard Philipe, comédiens du TNP.   
Le fonds Jean Rouvet (cote JR) comprend des archives du TNP de 1951 à 1959, réunies par Jean Rouvet alors qu'il en était l'administrateur, des archives sur sa vie et sur ses activités antérieures au TNP : son activité d'instructeur d'art dramatique au ministère de la Jeunesse et des Sports (1946-1951), divers postes qu'il a occupés entre 1959 et 1966, puis sa carrière au Conseil culturel de 1966 à 1986.  

### Collections gérées par l'Association Jean Vilar[19]

#### Costumes et accessoires
L'Association Jean Vilar conserve aujourd'hui 1 200 costumes. Ce sont la totalité des costumes d'une quarantaine de pièces jouées par le TNP de Jean Vilar, ainsi que les principales lingeries, capes, chapeaux, masques et perruques. L'Association possède par ailleurs les cahiers de régie costumes des habilleuses du TNP. 
Parmi les éléments de décor présents : le mobile d'Alexander Calder. En 1952, pour la création de Nucléa d'Henri Pichette, mise en scène par Jean Vilar et Gérard Philipe, le sculpteur dessine le décor constitué en partie par le mobile présenté dans le hall de la Maison Jean Vilar. 

#### Maquettes planes
1 660 maquettes de costumes et de décors sont conservées à la Maison Jean Vilar. Ce sont des maquettes de Léon Gischia, Edouard Pignon, Marcel Jacno, Mario Prassinos... Elles ont été rangées par spectacle dans des boîtes de conservation. Elles ont fait l'objet d'un inventaire photographique complet,

#### Affiches
L'association possède la quasi intégralité des tirages d'affiches de Marcel Jacno (grands et petits formats). Elle possède également un certain nombre de maquettes de ces affiches. 

#### Photographies
L'association est en possession des cahiers de contacts qu'Agnès Varda avait réalisés pour Jean Vilar. Elle détient en outre de nombreux tirages photographiques d'Agnès Varda mais aussi de Mario Atzinger, Suzanne Fournier, Roger Pic, Maurice Costa, Agence Bernand, ensemble documentaire d'un grand intérêt pour les recherches iconographiques. 

#### Audiovisuel
L'association détient des films "amateurs" de Georges Wilson ou Pierre Saveron, témoignant des répétitions (années 50-60), de Chaillot, ou de tournées (pays de l'Est, avec Gérard Philipe). 
En outre, elle possède un ensemble important d'enregistrements sonores sur bandes magnétiques des représentations du TNP à Chaillot. 

#### Publications
La collection des Bref est reliée et complète. L'association détient l'ensemble des textes de la collection du répertoire TNP (certains titres sont épuisés). De plus, l'Association gère son stock de publications : Cahiers Jean Vilar, catalogues d'expositions, éditions mémorielles (Jean Vilar par lui-même, Georges Wilson, Paul Puaux...). 

## L'hôtel de Crochans
La Maison Jean Vilar est située Avignon intra-muros, au bout de la montée Paul Puaux, qui grimpe légèrement depuis la place de l'Horloge jusqu'au grand portail sis 8, rue de Mons, l'entrée de l'hôtel de Crochans. 

### Historique

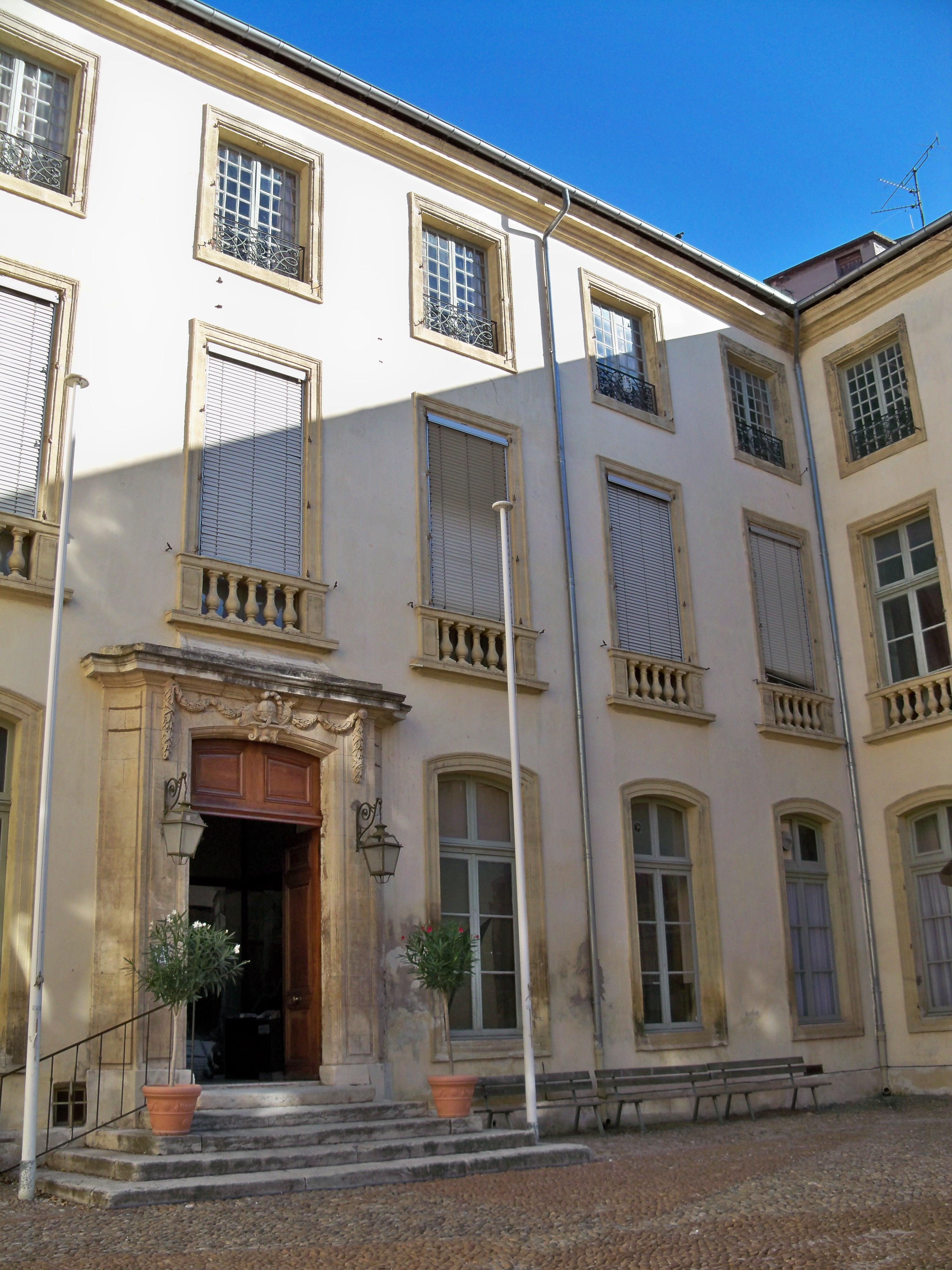
Cours de l'hôtel de Crochans, Maison Jean-Vilar

Vers 1330, le cardinal Pierre des Prés fait construire une livrée cardinalice comportant plusieurs corps de bâtiments. Il achète par la suite des demeures mitoyennes dans le but de l'agrandir, avant de léguer l'ensemble au chapitre Saint-Pierre, vers 1360.
Des prélats se succèdent, jusqu'au dernier, Pierre de Thury, qui lui donne son nom de "livrée de Thury". 
Par la suite, la livrée est brièvement occupée par les troupes avignonnaises, lors de la "guerre des catalans", puis par des familles nobles qui se partagent l'ensemble en différentes dépendances, dont les de Brancas, vers 1463. 
En 1671, l'hôtel de Brancas est acheté par Louis-Henri de Guyon, qui fait détruire les vieux bâtiments pour y construire à la place un hôtel particulier de style classique, typique du XVIIe siècle. Il fait également élever le grand portail d'entrée par Pierre Mignard II, peintre et architecte de renom, inauguré le 1er juillet 1680 et restauré en 1874. 
De 1703 à 1735, son fils aîné, le seigneur de Crochans, poursuit les travaux, achète le jardin et les dépendances des autres familles nobles pour retrouver l'ensemble de la livrée originelle, donnant ainsi à l'hôtel son aspect actuel.  
A la Révolution, le bâtiment est utilisé par l'administration du district d'Avignon, du Conseil général du Vaucluse qui y installent l'Assemblée départementale (1791-1793), puis les archives et la bibliothèque du district (1793-1798). 
En 1798, l'hôtel est racheté par une famille de négociants, puis en 1823, par l'Etat, qui désirait y placer la Préfecture ou l'archevêché. C'est finalement cette dernière affectation qui est retenue, le premier occupant étant l'archevêque d'Avignon, Mgr de Mons. L'hôtel conserve cette fonction, jusqu'à la séparation de l'Eglise et de l'Etat, en 1905. 
Revenu au Département du Vaucluse, l'immeuble est vendu en 1955 à la Mutualité sociale agricole, avant de devenir définitivement propriété de la Ville d'Avignon, en 1976, dans le but d'abriter la Maison Jean Vilar. Le Festival d'Avignon et le Conseil culturel s'installent dans les locaux du 8bis, rue de Mons. Les travaux d'aménagement sont réalisés sous la direction de l'architecte Jacques Bosson.  
Le hall d’entrée, contemporain, a été entièrement transformé en 2018.
La Maison Jean Vilar quitte provisoirement l’hôtel de Crochans, en septembre 2020, le temps de travaux de mise aux normes de sécurité et d’accessibilité aux personnes à mobilité réduite. Elle est alors hébergée dans un bâtiment municipal du passage de l’Oratoire, du 25 janvier 2021 au 2 février 2022. Le 25 mars 2022, jour du 110e anniversaire de la naissance de Jean Vilar, ces travaux sont inaugurés par Cécile Helle, maire d’Avignon, en présence de Laurence Engel (Présidente de la Bibliothèque nationale de France) et Didier Deschamps (Président de l’association Jean Vilar). 
La réouverture au public a lieu les 13 et 14 mai 2022, autour de rencontres, lectures et expositions. Un hommage particulier est rendu à ses deux figures fondatrices : Paul et Melly Puaux, disparue en janvier 2021. Le directeur du Festival, Olivier Py, et son successeur, Tiago Rodrigues, donnent lecture de L’énigme Vilar, texte signé du premier et présenté dans la Cour d’honneur en juillet 2006. 

### Un lieu d'exception

#### Le grand portail d'entrée
Le grand portail d’entrée de l’hôtel de Crochans est conçu par Pierre Mignard II, peintre et architecte avignonnais de renom, à la suite d'une commande passée par le seigneur de Crochans, le 1er juillet 1680.  Il est restauré en 1874. 
Typique de l’architecture classique française, c’est un imposant portique en pierre blanche, formé de pilastres doriques sommés d’un fronton triangulaire, avec un entablement orné de gouttes, triglyphes et attributs militaires. 
L’attique orné d’entrelacs porte deux lions sculptés, inspirés des Lions des Médicis, installés de chaque côté de l’entrée de la Villa Médicis à Rome, avant d’être déplacés à la loggia dei Lanzi à Florence. Ces lions, tenant sous leurs pattes une sphère, symbolisent la richesse et la puissance. 

#### La Calade (inscrite aux Monuments historiques)
La Cour d’honneur de l’hôtel de Crochans (270m²) est caractéristique de la technique traditionnelle provençale de pavement en pierre dite “en calade”. Ces pierres, issues du Rhône ou de la Durance, sont posées verticalement sur leur tranche et maçonnées dans le sol par un mélange de chaux et de terre. Cette technique, très commune en Italie et en Grèce, et qui obéit à des règles de construction très précises, facilite l’écoulement de l’eau. 

#### Le hall d'entrée
Le hall d’accueil (62 m²) est entièrement rénové en 2018, par le scénographe Raymond Sarti. Équipé d’un mobilier mobile et modulable, il intègre le bureau d’accueil et la boutique. Il est lumineux, repeint aux couleurs et à la signalétique du Théâtre National Populaire. Le mobile de Calder y est suspendu au plafond à poutres peintes en blanc. 
Ce hall s’ouvre sur l’escalier d’honneur et l’espace d’exposition appelé “boîte noire” (89 m²). 
Depuis le hall, à gauche, on accède également au “studio”, salle de projection/conférences de cinquante places (70 m²) reconvertie à l’occasion en salle d’exposition.

#### Les trois salons du premier étage
Le premier étage, accessible depuis le hall par l’escalier d’honneur, est occupé par une enfilade de trois salles d’expositions (203 m²) qui débouchent en face sur le salon d’apparat baptisé “Salon de la Mouette” et, à gauche, sur les salons vert (42m²) et rose (39m²), caractérisés par leurs ornements floraux, qui servent de salles d’exposition. 
Le Salon de la Mouette (93m²), de plain-pied avec le jardin, a été rénové en 2010. D’une capacité de 60 places, il sert de salle de spectacle, de lecture, de conférence, d’atelier, de réunion, etc. Une salle attenante (49m²) sert de loges d’artistes.

#### La façade sur jardin (inscrite aux Monuments historiques depuis 1972)
La façade nord ne présente qu’un seul niveau, car elle donne sur un jardin suspendu. Elle est raidie par des chaînages à refends, qui délimitent un portique central de trois travées, sommées d’un fronton triangulaire encadré d’une balustrade, selon les canons de l’architecture classique, et où s'ouvrent des portes-fenêtres en plein cintre ornées de coquilles et chutes de fleurs. De part et d’autre des fenêtres en arc segmentaire surmontées de masques achèvent la composition. 

#### Le jardin
Ce jardin d’agrément d’environ 600m² repose sur les premiers contreforts du Rocher des Doms avec vue sur une façade du Palais des Papes, il donne en terrasse sur les salons du premier étage. Planté d’un cèdre de l’Atlas, dont on aperçoit les cimes depuis la place de l’Amirande, d’un cyprès, d’un tilleul, de deux majestueux micocouliers et d’autres essences méridionales, il possède également une fontaine située à son extrémité. C’est un lieu ombragé qui se prête aux lectures, rencontres et conférences de presse. 

### Programmation pendant la période du Festival
Le Festival d’Avignon est le temps fort de la Maison Jean Vilar. Outre les expositions, l’association Jean Vilar et la BnF produisent ou accueillent à la Maison des lectures-spectacles, des rencontres, des conférences et des débats. Ces propositions sont conçues en partenariat avec le Festival d’Avignon, la SACD, Artcena, la revue Théâtre, la Radio L'Écho des planches, RFI et de nombreuses organisations et structures culturelles nationales. La Maison Jean Vilar accueille régulièrement la Librairie du Festival.

## Programmation hors période du Festival
Pendant le reste de l’année, outre les expositions, la Maison Jean Vilar accueille des lectures-spectacles, des rencontres, des conférences et des débats. Elle crée à cette occasion des partenariats avec le festival C’est pas du luxe !, Le Parcours de l’Art, La Semaine italienne à Avignon, Les Hivernales, l’ERACM (École Régionale d’Acteurs de Cannes et Marseille), l’Université d’Avignon, La Nuit des Idées, La Nuit des musées, Les Journées européennes du patrimoine, etc.

## Publications de la Maison Jean Vilar

### Jean Vilar, une vie, une œuvre. Biographie numérique
Accessible via le site internet de la Maison Jean Vilar, cette biographie numérique retrace la vie et l'œuvre de Jean Vilar à travers ses archives, permettant ainsi de découvrir ou redécouvrir son travail de mise en scène et de chef de troupe mais aussi les artistes, comédiens, artisans et techniciens qui l’ont accompagné au fil des années. Elle est richement illustrée d’un fonds de photographies, d’images, de textes de travail, de maquettes de costumes, etc. qui dessine en creux le projet et la vie d’un homme de théâtre fondateur. 
https://maisonjeanvilar.org/fonds-jean-vilar/

### Les Cahiers (de la Maison) Jean Vilar
Simple feuillet lancé en 1982 par Paul et Melly Puaux, Les Cahiers de la Maison Jean Vilar ont cessé d’être un bulletin associatif pour se transformer en revue (n°85, 2003), avec des dossiers thématiques composés d’analyses, d’entretiens et d’enquêtes. D’abord trimestrielle, cette publication change de titre (Cahiers Jean Vilar) à partir du numéro 111 (2011) et compte désormais d’un à quatre numéros par an. Le dernier numéro (numéro 122) est publié en décembre 2016. 

## Liste des Présidents de l'Association Jean Vilar
Didier Deschamps (2018-)
Eric Ruf (2013-2018)
Jacques Lassalle (2009-2013)
Roland Monod (2001-2009)
Francis Raison (1972-2001)